# Raketvergelijking van Tsiolkovski
De raketvergelijking van Tsiolkovski legt voor een reactiemotor / raket de relatie tussen snelheidsverandering, massa, uitgestoten massa, en snelheid van die uitgestoten massa als volgt:
{\displaystyle \Delta v=v_{e}\ln {\frac {m_{0}}{m_{1}}}}
of
{\displaystyle m_{1}=m_{0}e^{-\Delta v\ /v_{e}}}      of      {\displaystyle m_{0}=m_{1}e^{\Delta v\ /v_{e}}}
met hierin 
{\displaystyle m_{0}} totale startmassa in kg
{\displaystyle m_{1}} de totale eindmassa in kg
{\displaystyle v_{e}} de relatieve snelheid van de uitgestoten massa ten opzichte van de raket, in meter/seconde (zie ook specifieke stoot)
{\displaystyle \Delta v} (delta v) de som van de absolute waarden van de snelheidsveranderingen ten gevolge van de uitstoot, in meter/seconde, of nauwkeuriger:
{\displaystyle \Delta v=\int _{t_{0}}^{t_{1}}{\frac {|T|}{m}}\,dt}
waarbij 
{\displaystyle T} de instantane stuwkracht
{\displaystyle m} de instantane massa
De samenhang van de twee formules voor {\displaystyle \Delta v} is dat {\displaystyle |T|} gelijk is aan {\displaystyle -v_{e}{\frac {dm}{dt}}} en ook aan de massa maal de grootte van de versnelling van de raket.
Delta v is een maat voor de capaciteit van een ruimtevaartuig qua manoeuvres die het kan uitvoeren, en ook een maat voor de benodigde capaciteit van diverse manoeuvres. De delta v van het ruimtevaartuig kan in principe eenvoudigweg vergeleken worden met de som van de delta v's van de manoeuvres.
De raketvergelijking werd in 1903 opgesteld door Konstantin Tsiolkovski.